# Oliver Zelenika
Oliver Zelenika (Zagreb, Croacia, 14 de mayo de 1993) es un futbolista croata. Juega de guardameta y su equipo es el N. K. Varaždin de la Primera Liga de Croacia.

## Trayectoria
Zelenika es producto de las divisiones inferiores del Dínamo de Zagreb. Se unió al equipo mayor en 2011, pero fue enviado a préstamo al NK Rudeš, el equipo asociado del Dínamo, durante la temporada 2012-13 de la Druga HNL y casi de inmediato se convirtió en titular. Rudeš terminó tercero en la liga esa temporada. Zelenika regresó al Dínamo de Zagreb en el verano de 2013.
En julio de 2013, luego de la sorpresiva salida de Pablo Migliore, Zelenika fue llamado de vuelta por el nuevo entrenador del Dinamo Zagreb, Krunoslav Jurčić. Zelenika debutó antes del fin de la temporada, tanto en la liga doméstica (frente al Rijeka) y en la fase clasificatoria de la UEFA Champions League 2013-14 (frente al Sheriff Tiraspol), convirtiéndolo en el portero croata más joven de la historia en hacerlo. Luego de tener un excelente debut en la Liga de Campeones, Zelenika rápidamente se estableció como el guardameta titular del equipo, pese a la intención inicial del equipo técnico de utilizar a Grzegorz Sandomierski.
El 21 de agosto de 2013, Zelenika concedió dos goles, ambos en la segunda mitad del partido de ida por el play-off de la Liga de Campeones 2013-14 frente al Austria Viena, terminando así con la valla invicta del Dínamo Zagreb en la fase clasificatoria del torneo.
Con la llegada del nuevo entrenador del Dínamo Zagreb, Branko Ivanković, Zelenika logró establecerse una vez más como el guardameta titular, y debutó en la fase de grupos de la Liga Europa 2013-14 frente al Chornomorets Odessa.

## Selección nacional
Zelenika ha sido miembro de la selección sub-21 de Croacia, con la cual debutó el 9 de septiembre de 2013 como titular.
El 14 de mayo de 2014 fue incluido en la lista preliminar de 30 jugadores que representarán a Croacia en la Copa Mundial de Fútbol de 2014 en Brasil, siendo ratificado en la lista final de 23 futbolistas el 31 de mayo.

### Participaciones en Copas del Mundo
| Mundial                        | Sede   | Resultado    |
| ------------------------------ | ------ | ------------ |
| Copa Mundial de Fútbol de 2014 | Brasil | Primera fase |